# フライデーズ
フライデーズとはかつて松竹芸能に所属していたお笑いコンビである。2017年10月解散。

## メンバー
- ふちゅうふみえ（府中文江 1982年3月23日 - ）(42歳)
  - 埼玉県川口市(旧鳩ヶ谷市)出身、埼玉県立鳩ヶ谷高等学校卒業[1]。
  - ボケ担当。
  - フライデーズ活動開始前より、女優、タレント、ピン芸人として活動していた。松竹芸能タレントスクール東京24期。血液型A型。
- ますのみゆき （増野美由紀 1984年9月27日 - ）(40歳)
  - 埼玉県出身。
  - ツッコミ担当。
  - フライデーズ活動開始前より、女優、タレントとして活動していた。松竹芸能タレントスクール東京24期。血液型A型。

メンバーの表記は基本的に平仮名表記であるが、舞台公演や後述するSBK48の活動においては漢字表記である。またコンビ名の表記において『FRIDAYs』としている場合があるが、正式には『フライデーズ』である。

## 来歴
ミニマムスパイス 第1回公演『メモリー』（2012年5月25日 - 5月27日：ミライ・アクターズ・プロモーション)での共演をきっかけに、ふちゅうとますのが知り合う。
その後、当時所属していたミライ・アクターズ・プロモーションの定期ライブ出演に際し、事務所から『試しに組んでみたらどうだ』と言われて結成したのがフライデーズである。
2014年4月22日に行われた『&Mステージ#81』(渋谷glad)において初舞台を踏む。並行して、お笑いの勉強の為、2人揃って同年4月より松竹芸能タレントスクールに入学(東京校24期)
同年8月1日からはニコニコ生放送において冠番組『がんばれ！FRIDAYs！』(略称がんフラ)がスタート。シーズン2と合わせ本編17回、気まぐれ配信9回の放送があった。(詳細後述)
スクール在籍中から、松竹芸能のスクール生ライブはもとより様々なライブに出演した後、スクール卒業ライブと位置付けられた『松竹わかば保育園〜たけのこ狩り〜』(2015年3月27日：松竹芸能新宿角座)を経て2015年4月、松竹芸能に仮所属となる。
同年6月2日放送の『有田チルドレン』（TBS、我こそは“ぶちゃいく”芸人オーディション）でフライデーズとして初めて地上波のテレビに出演した。
スクール卒業後、事務所以外のライブには出演していたが、事務所ライブのネタ見せにはなかなか通らないでいた。同年11月に『松竹ネタライブ〜ボーダーライン〜vol.5』のネタ見せに初めて通り、同年11月24日にスクール卒業後では初の新宿角座に出演する機会を得た。二人は初出場ながら観客投票で1位を獲得、同年12月23日の『松竹ネタライブ〜ボーダーライン〜vol.6』では新宿角座での初MCを務めた。
松竹芸能のピラミッド型ライブである『関東ゲラゲラBRONZE』『関東ゲラゲラSILVER』には同年12月に初登場。
2016年1月22日、1月23日の両日に行われた、新宿角座初の演劇公演である『グルーミン〜ぬいぐるみ男の数奇な人生〜』(計3公演)に出演し、うしろシティや安田大サーカスHIRO等との共演を果たす。
同年2月10日に予定されていた『事務所対抗ライブ2016 松竹芸能VS太田プロ』のメンバーに選出されるが、新宿角座が入居するビルで前日に火災が発生したため中止。同年4月28日に代替公演が同じメンバーと内容で開催されたため出演することができた。
同年5月に松竹芸能所属となる。
同年7月からは二人揃って『SBK48』の追加メンバーに選出され、新宿角座の公演に参加するとともに、同年11月には松竹芸能 DAIHATSU MOVE 道頓堀角座に初めて登場した。(詳細後述)
2017年10月15日、メンバーのふちゅうふみえのブログにより解散が発表された。

## 出演一覧(松竹芸能以外の主催)
以下はフライデーズ結成以降の出演である

### テレビ
- 有田チルドレン（TBS）
  - 2015年6月2日放送、我こそは“ぶちゃいく”芸人オーディション[22]
  - 2015年6月23日放送、ゴールデンまで間に合わない？！再選考スペシャル！[23]
- おはスタ（テレビ東京）-いずれもふちゅうのみ出演
  - 2015年6月4日放送、「おはスタポケモン部」コーナー出演、ポケモン鳴き声マスター芸人[24]
  - 2015年12月24日放送、「おはスタポケモン部」コーナー出演、不合格トリオがポケモン映画名シーンを再現[25]
  - 2016年4月5日放送、「おはスタポケモン部」コーナー出演、ポケモン部傑作選[26]
- ポケモンの家あつまる?（テレビ東京）- 2015年11月8日放送、第6回「おはスタポケモン部がやってきた！」、ふちゅうのみ[27]

### ラジオ
- TKOのオールナイトニッポンR（ニッポン放送）- 2015年2月1日放送「松竹芸能タレントスクールを盛り上げるSP」[28]スクール生全員で別室から参加

### イベント
- イタリア街2015夏祭Beer&Wine Garden(2015年8月7日：汐留西公園イタリア街広場特設ステージ)『ライブ＆ガールズトーク』MCとネタ[ブログ 7]
- なちゅ祭(2015年9月20日：六本木SIX TOKYO)お笑いラウンジ ゲスト[29]
- アイスリンクin汐留イタリア街(2016年2月12日：汐留西公園イタリア街広場特設ステージ)MC[30]、14日もMCの予定であったが荒天で中止となった[31]。

### ネット番組
- がんばれ！FRIDAYs！(ニコニコ生放送、2014年8月1日 - 2014年12月19日)本編11回、気まぐれ配信8回[7]
- がんばれ！FRIDAYs！シーズン2(ニコニコ生放送、2015年1月9日 - 3月13日、2015年6月5日)本編6回、気まぐれ配信1回[7]

『がんばれ！FRIDAYs！』は、隔週金曜日に本編、本編と本編の合間に時々『気まぐれ配信』を行っていた、シーズン2は2015年4月と5月は放送されていない。この番組におけるフライデーズの目標は『「テレビで使われる芸人」そして「松竹本契約!」』であった。
- 王崎まりなの生でまりまりいかせて(マイスマTV、2015年2月26日)第32回ゲスト[ブログ 8]
- 角座でギンギンに喋り奈沙い！←祝！冠番組！MC奈沙えりか(ニコニコ生放送、2015年12月8日)第9回ゲスト[32]
- おとなもおもちゃ(ニコニコ生放送、2017年3月27日)第42回ゲスト[33]

### 映画
- レプリカント・イブ(ますののみ、増野美由紀名義で出演、花屋の売り子役：2015年公開(12月5日 - 12月9日)、ミライ・ピクチャーズ・ジャパン製作)

### 舞台
- Orange Option 第一回公演『アスター』(ますののみ、増野美由紀名義で主宰・脚本・演出・出演、2014年7月23日 - 7月26日：ミライ・アクターズ・プロモーション)[34]

### 賞レース
- R-1ぐらんぷり(ふちゅうのみ) 2015年(1回戦)、2016年(1回戦)。
- キングオブコント 2015年(1回戦)、2016年(1回戦)
- M-1グランプリ 2015年(1回戦)、2016年(1回戦)

### ライブ

#### ミライ・アクターズ・プロモーション主催
- &Mステージ#81(2014年4月22日：渋谷glad)[ブログ 3]
- &Mステージ#82(2014年7月29日：渋谷glad)MC[ブログ 9]
- &Mステージ#83(2014年7月29日：渋谷glad)[ブログ 9]
- &Mステージ#93(2015年10月27日：渋谷glad)[ブログ 10]

#### アイドルお笑いプロジェクト・アイドルお祭りプロジェクト主催
- 第2回アイドルお笑いミニ道場(2014年7月28日：中野富士見町寄席演芸道場)[35]
- アイドル大喜利王決定戦(第1回2014年9月8日、第2回10月6日：中野富士見町寄席演芸道場)[36]
- 祝！ハロウィンコスプレ祭りミニ(2014年10月31日：中野富士見町寄席演芸道場)[37]
- アイドルミニ祭り(第3回2015年2月23日(ふちゅうのみ)、第4回同年3月23日、第5回同年4月16日、第6回同年5月21日、第7回同年6月25日：オーディションハウス)[38]

#### お笑いライブドットコム主催
- スーパーチャンスライブ(2014年10月15日(ふちゅうのみ)[ブログ 11]、同年11月3日(ふちゅうのピンとコンビ両方で出演)[39]：中野富士見町寄席演芸道場)
- ハイパーチャンスライブ(2014年12月22日[ブログ 12]、2015年2月21日[ブログ 13]：中野富士見町寄席演芸道場)
- スペシャルチャンスライブ(2014年10月20日(ふちゅうのみ)[ブログ 14]、同年11月17日(ふちゅうのピンとコンビ両方で出演)[ブログ 15]：中野富士見町寄席演芸道場)
- スペシャルチャンスライブ(2014年12月26日(ふちゅうのみ)[ブログ 12]、2015年2月24日[ブログ 16]：なかの芸能小劇場)
- スペシャルチャンスライブ(2015年3月26日：杉並区立産業商工会館)[ブログ 17]
- ウルトラチャンスライブ(2015年5月30日：杉並区立産業商工会館)[40]
- ひとりでできるもん(ふちゅうのみ、2014年11月5日、同年12月3日、2015年2月2日、同年3月2日、同年5月3日、同年7月4日：中野富士見町寄席演芸道場)[41]
- トークだよ！全員集合(ふちゅうのみ、2015年4月23日[ブログ 18]、同年6月28日[ブログ 19]、同年8月30日[ブログ 20]：杉並区立産業商工会館)

#### 笑いのメダルプロジェクト主催
- 笑いの銅メダル(ふちゅうのみ、2014年10月22日：中野富士見町寄席演芸道場)[ブログ 21]
- 笑いの銀メダル(ふちゅうのみ、2014年10月27日：中野富士見町寄席演芸道場)[ブログ 22]

#### K-PRO主催
- ゲレロンステージ(ふちゅうのみ、2014年9月4日：新宿ハイジアV-1)[ブログ 23]
- ゲレロンステージ(ふちゅうのみ、2014年10月16日：しもきた空間リバティ)[ブログ 24]

#### 下北PREPS
※いずれも夜の部、会場は下北BOX104
- 第45回土曜日(2014年11月8日、ふちゅうのみ)[42]、第58回土曜日(2015年2月14日)[43]、第59回金曜日(同年2月20日)[44]、第61回土曜日(同年3月7日)[45]、第62回土曜日(同年3月14日)[46]、第63回金曜日(同年3月20日)[47]、第63回土曜日(同年3月21日)[47]

#### 下北GRIP
※いずれも夜の部、会場は下北スラッシュ
- 第24回金曜日(2015年10月9日)[48]、第34回日曜日(同年12月20日)[49]

#### その他
- お笑いライブZERO"スペシャル"in東京(2015年3月25日：杉並区立産業商工会館)[50]
- 池袋GEKIBA杯【芸人女SUMOU】1DAYトーナメント(2015年6月15日：池袋GEKIBA)ネタと女相撲[ブログ 25]
- 事務所対抗戦ライブ『松竹芸能 VS ケイダッシュステージ』(2016年5月30日、新宿Vatios)[51]
- お笑いSHOW TIME（サマーソニック2017：東京ATTRACTION JUNGLE STAGE＝幕張メッセ）2017年8月19日（2公演）※SBK48の一員として[52]

## 出演一覧(松竹芸能主催のライブ・舞台・ネット番組)
以下はフライデーズ結成以降の出演である、会場はネット番組のスタジオとSBK48旗上げ大阪公演を除き、全て松竹芸能新宿角座)

### ピラミッド型ライブ
- 『関東ゲラゲラBRONZE』
  - 2015年12月1日(3位＝SILVER昇格)[53]
  - 2016年1月12日(22位タイ＝ネタ見せ降格)[54]
- 『関東ゲラゲラSILVER』
  - 2015年12月8日(11位タイ＝BRONZE降格)[55]

### 『松竹ネタライブ〜ボーダーライン〜』
- vol.5 (2015年11月24日)[10](1位)[11]
- vol.6 (2015年12月23日)[11](2位)[56]
- vol.7 (2016年1月27日)[56](14位タイ)
- vol.10 (2016年4月20日)[ブログ 26](16位タイ)

### 『松竹Aライブ』
- 2016年1月28日[57]

### SBK48
SBK48の公演においては、府中文江名義、増野美由紀名義で参加している。キンタロー。、光子、はるはる、脇屋敷、餅田コシヒカリ、だいどぅ、星美穂と共演。
- SBK48〜旗揚げ公演〜(2016年9月22日）[19]
- SBK48〜旗揚げ追加公演〜(2016年10月29日)[20]
- SBK48〜旗揚げ大阪公演〜(2016年11月22日：松竹芸能 DAIHATSU MOVE 道頓堀角座)[21]
- SBK48～お笑いライブ～（2017年3月8日）[58]

### FRESH! by AbemaTV 松竹芸能チャンネル
- 【松竹若手芸人勢揃い！10組が代表して一斉ネタ披露】今日のMCはTKO木本が登場！実力派芸人によるトークバラエティ(2016年4月27日放送)[ブログ 27]
- メインMCはキンタロー。と収納王子コジマジック！ゲストとの爆笑トークを見逃すな、実力派芸人によるトークバラエティ(2016年7月13日放送)SBK48の一員として出演[59]
- コジマジック、大原かおり、宗万真弓、キンタロー。、そしてSBK48！実力派芸人が喋り倒す！3時間ぶっ通しの爆笑トークバラエティ(2016年8月24日放送)SBK48の一員として出演[60]

### その他
- 『松竹わかば保育園〜たけのこ狩り〜』(スクール卒業ライブ、2015年3月27日)[8]
- 『禿夢2代目エアギタリスト公開オーディション』(ふちゅうのみ、2015年6月6日)[61]
- 『グルーミン〜ぬいぐるみ男の数奇な人生〜』(府中文江名義、増野美由紀名義、2016年1月22日 - 1月23日(計3公演))[13][14][15]
- 『年末カウントダウン24時間カドザフェス』(第6部松竹ネタライブpart.2、2016年1月1日)[62]
- 『事務所対抗ライブ2016 松竹芸能VS太田プロ』(2016年4月28日)[63]
- はまぐちコントサークル(ふちゅうのみ、2017年2月18日)[64]
- キンタロー。初単独ライブ「kintalo。TV」（2017年6月10日）昼夜2公演[65] - バックダンサーとして出演[ブログ 28]

### フライデーズ ふちゅうふみえのブログ
1. 1 2  ふちゅうふみえ(2017年10月15日)"ご報告｜ふちゅうふみえのブログ"
2. ↑  ふちゅうふみえ(2012年5月29日)"ミニスパ楽屋裏BYふみえ｜フライデーズふちゅうふみえのブログ"
3. 1 2  ふちゅうふみえ(2014年4月23日)"＆Mステージ写真｜フライデーズふちゅうふみえのブログ"
4. ↑  ふちゅうふみえ(2014年4月5日)"誰だ〜♪誰だ〜♪誰だ〜♪｜フライデーズふちゅうふみえのブログ"
5. ↑  ふちゅうふみえ(2015年4月13日)"近況報告｜フライデーズふちゅうふみえのブログ"
6. ↑  ふちゅうふみえ(2016年5月3日)"ご報告｜フライデーズふちゅうふみえのブログ"
7. ↑  ふちゅうふみえ(2015年8月7日)"間もなくはじまりますよー！｜フライデーズふちゅうふみえのブログ"
8. ↑  本日のフライデーズは〜！(2015年2月26日)｜フライデーズふちゅうふみえのブログ
9. 1 2  ふちゅうふみえ(2014年7月29日)"ありがとうございました！｜フライデーズふちゅうふみえのブログ"
10. ↑  ふちゅうふみえ(2015年10月27日)"&Mステージありがとうございました（≧∇≦）｜フライデーズふちゅうふみえのブログ"
11. ↑  ふちゅうふみえ(2014年10月15日)"スーパーチャンスライブありがとうございました！｜フライデーズふちゅうふみえのブログ"
12. 1 2  ふちゅうふみえ(2014年12月23日)"ハイパーチャンスライブありがとうございました！｜フライデーズふちゅうふみえのブログ"
13. ↑  ふちゅうふみえ(2015年2月19日)"明日は下北へ、明後日は、ぜひ中野富士見町へ！( ´ ▽ ` )ノ｜フライデーズふちゅうふみえのブログ"
14. ↑  ふちゅうふみえ(2014年10月20日)"ライブ日和｜フライデーズふちゅうふみえのブログ"
15. ↑  ふちゅうふみえ(2014年11月16日)"ライブですー！ピンは新ネタやりまーす｜フライデーズふちゅうふみえのブログ"
16. ↑  ふちゅうふみえ(2015年2月24日)"今日は中野芸能小劇場にあつまれー！｜フライデーズふちゅうふみえのブログ"
17. ↑  ふちゅうふみえ(2015年3月26日)"本日はスペシャルチャンスライブ｜フライデーズふちゅうふみえのブログ"
18. ↑  ふちゅうふみえ(2015年4月23日)"きたね(￣▽￣)｜フライデーズふちゅうふみえのブログ"
19. ↑  ふちゅうふみえ(2015年6月27日)"アイドル祭りライブありがとうございました(^o^)｜フライデーズふちゅうふみえのブログ"
20. ↑  ふちゅうふみえ(2015年8月30日)"しゃべります！しゃべります！｜フライデーズふちゅうふみえのブログ"
21. ↑  ふちゅうふみえ(2014年10月22日)"笑いの銅メダルありがとうございました！｜フライデーズふちゅうふみえのブログ"
22. ↑  ふちゅうふみえ(2014年10月27日)"これからライブだよー( ´ ▽ ` )ノ｜フライデーズふちゅうふみえのブログ"
23. ↑  ふちゅうふみえ(2014年9月4日)"ゲレロンステージありがとうございました♪｜フライデーズふちゅうふみえのブログ"
24. ↑  ふちゅうふみえ(2014年10月6日)"ゲレロンステージありがとうございました！｜フライデーズふちゅうふみえのブログ"
25. ↑  よしもと女子相撲 池袋GEKIBA杯 ワンデートーナメント(2015年6月16日)｜フライデーズふちゅうふみえのブログ
26. ↑  ふちゅうふみえ(2016年4月8日)"フライデーズライブ情報｜フライデーズふちゅうふみえのブログ"
27. ↑  ふちゅうふみえ(2016年4月26日)"明日ー明日でーす！｜フライデーズふちゅうふみえのブログ"
28. ↑  ふちゅうふみえ(2017年6月10日)"アメブロによると、、、｜フライデーズ ふちゅうふみえのブログ" - Ameba